# Bogdan Andrzejewski
Bogdan Andrzejewski (ur. 4 lutego 1918 w Poznaniu, zm. 27 września 1994 w Warszawie) – polski inżynier mechanik, specjalista w zakresie maszyn rolniczych.

## Życiorys
Syn Mieczysława i Władysławy z domu Gazińskiej. W 1936 ukończył Gimnazjum im. Adama Mickiewicza w Poznaniu i rozpoczął studia w Wyższej Szkole Budowy Maszyn, naukę przerwał wybuch II wojny światowej. Podczas mobilizacji w sierpniu 1939 odbywał praktykę w warszawskiej Fabryce Karabinów, zgłosił się wówczas ochotniczo do służby wojskowej i walczył w obronie Warszawy, był ranny w nogę i uniknął aresztowania. W 1940 powrócił do Poznania, rok później przedostał się do Generalnego Gubernatorstwa i pracował jako monter objazdowy ciągników i maszyn rolniczych w Radomiu i Jędrzejowie. Po zakończeniu wojny przeniósł się do Łodzi, gdzie pracował w spółdzielni Społem jako kierownik działu maszyn rolniczych. W 1947 wrócił na rok do Poznania, gdzie dokończył studia w Szkole Inżynierskiej, w 1948 uzyskał dyplom inżyniera i rozpoczął pracę w Centralnym Biurze Konstrukcyjnym nr 3, gdzie kierował Działem Normalizacji. W 1949 powrócił do Łodzi, gdzie do 1952 kierował Działem Kontroli Technicznej w Zjednoczeniu Przemysłu Maszyn Rolniczych. W październiku 1952 został przeniesiony do filii Centralnego Biura Konstrukcyjnego nr 3 i ponownie kierował Działem Normalizacji. W lutym 1954 Centralny Zarząd Przemysłu Maszyn Rolniczych został przeniesiony do Warszawy, w związku z tym Bogdan Andrzejewski z rodziną zamieszkał w stolicy, gdzie objął stanowisko kierownika Działu Kontroli Technicznej. Od lipca 1954 do marca 1957 był pierwszym redaktorem naczelnym wydawanego przez SIMP czasopisma "Maszyny Rolnicze", następnie pozostał w redakcji jako członek Rady Programowej. W 1959 został naczelnikiem Wydziału Produkcji Zjednoczenia Przemysłu Ciągników i Maszyn Rolniczych, w 1965 otrzymał służbowe przeniesienie do Centrali Handlowej Sprzętu Rolniczego, gdzie przez 17 lat zajmował stanowisko Zastępcy Dyrektora ds. Obsługi Techniczno-Handlowej.

## Odznaczenia
- Krzyż Kawalerski Orderu Odrodzenia Polski;
- Złoty Krzyż Zasługi;
- Srebrny Krzyż Zasługi;
- Złota Odznaka Honorowa SIMP.